# Plášťový most
Plášťový most (německy Mantelbrücke) je součástí zámku Český Krumlov, kde spojuje Horní hrad s barokním zámeckým divadlem a V. nádvořím a zámeckou zahradou. 

## Popis

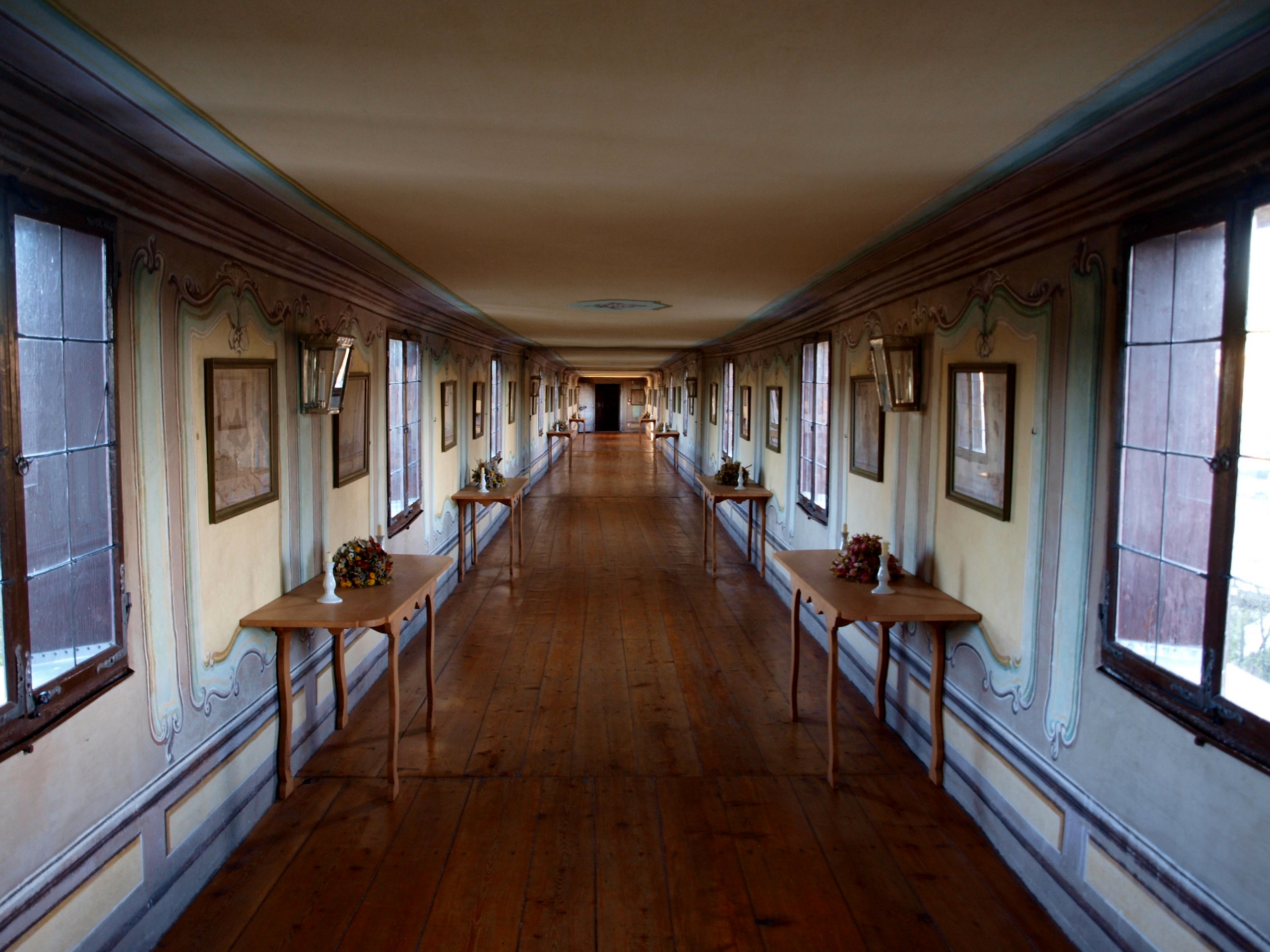
Spojovací chodba ze zámecké obrazárny do zámecké zahrady v horním patře Plášťového mostu

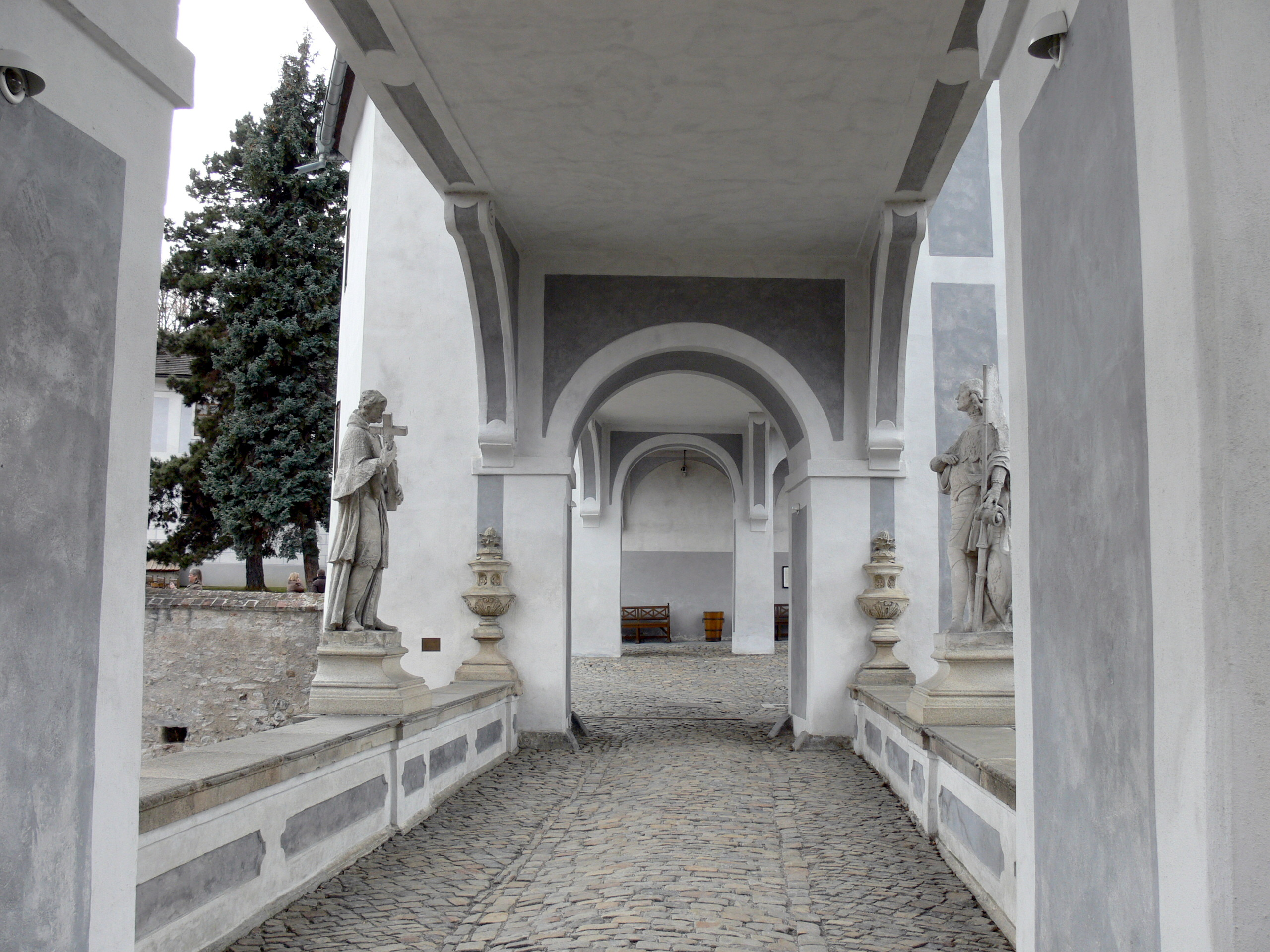
Spodní patro mostu

Most je tvořen třemi patry oblouků s pilíři, otevřeným krytým patrem se sochařskou výzdobou a třemi uzavřenými patry se dvěma spojovacími chodbami.
Dolní chodba spojuje Maškarní sál se zámeckým divadlem, horní chodba zámeckou obrazárnu se zámeckou zahradou a pokračuje až do minoritského kláštera na Latránu.
Na zděném zábradlí mostu stojí kopie barokních soch sv. Antonína Paduánského, sv. Felixe Kantaličského, sv. Václava a sv. Jana Nepomuckého. Originály soch jsou vystaveny v zámeckém lapidáriu.

## Historie
Ve středověku zde byl vyhloubený příkop překlenutý lávkou s padacím mostem. Plášťový most zde byl vybudován postupně v letech 1686, 1707, 1748 a 1765. O jeho barokní podobu se zasloužil krumlovský vévoda Josef I. Adam ze Schwarzenbergu (1722–1782), který ekonomicky významně pozvedl celé město i vévodství. Za jeho vlády byl rovněž barokně přestavěn celý zámek a vybudováno zámecké barokní divadlo.